# Taimyraltica calcarata
Taimyraltica calcarata (лат.) — ископаемый вид жуков-листоедов из монотипического рода Taimyraltica из подсемейства козявки (Galerucinae, Chrysomelidae). Россия (таймырский янтарь, янтардах, хетский ярус), меловой период, возраст находки около 85 млн лет. Древнейший вид козявок.

## Описание
Жуки-листоеды мелкого размера. Длина тела около 2 мм. Усики короткие, нитевидные, состоят из 11 члеников. Taimyraltica calcarata отличается от всех представителей Galerucinae (а их известно 1100 родов и более 15,000 видов) крупными и острыми шпорами задних ног, прямыми и ориентированными поперечно к продольной оси голеней.
Вид был впервые описан в 2018 году палеоэнтомологами Константином Надеиным (Senckenberg German Entomological Institute, Müncheberg, Германия) и Евгением Перковским (Институт зоологии имени Шмальгаузена, Киев). Родовое название Taimyraltica происходит от имени таймырского янтаря (Таймырский полуостров, Красноярский край). Видовое название происходит от латинского слова calcar (шпора). Род выделен в отдельную новую трибу Taimyralticini trib. nov., так как разделяет признаки разных групп: с родами трибы Alticini (мелкие размеры, поперечная антебазальная бороздка на пронотуме, плотно пунктирванно-бороздчатые надкрылья) и с трибой  Galerucini (узкие и неизогнутые бёдра задних ног). Taimyraltica calcarata — древнейший вид козявок, ранее представители этого подсемейства жуков-листоедов были известны из эоцена и миоцена.